# تمنين الفوقا

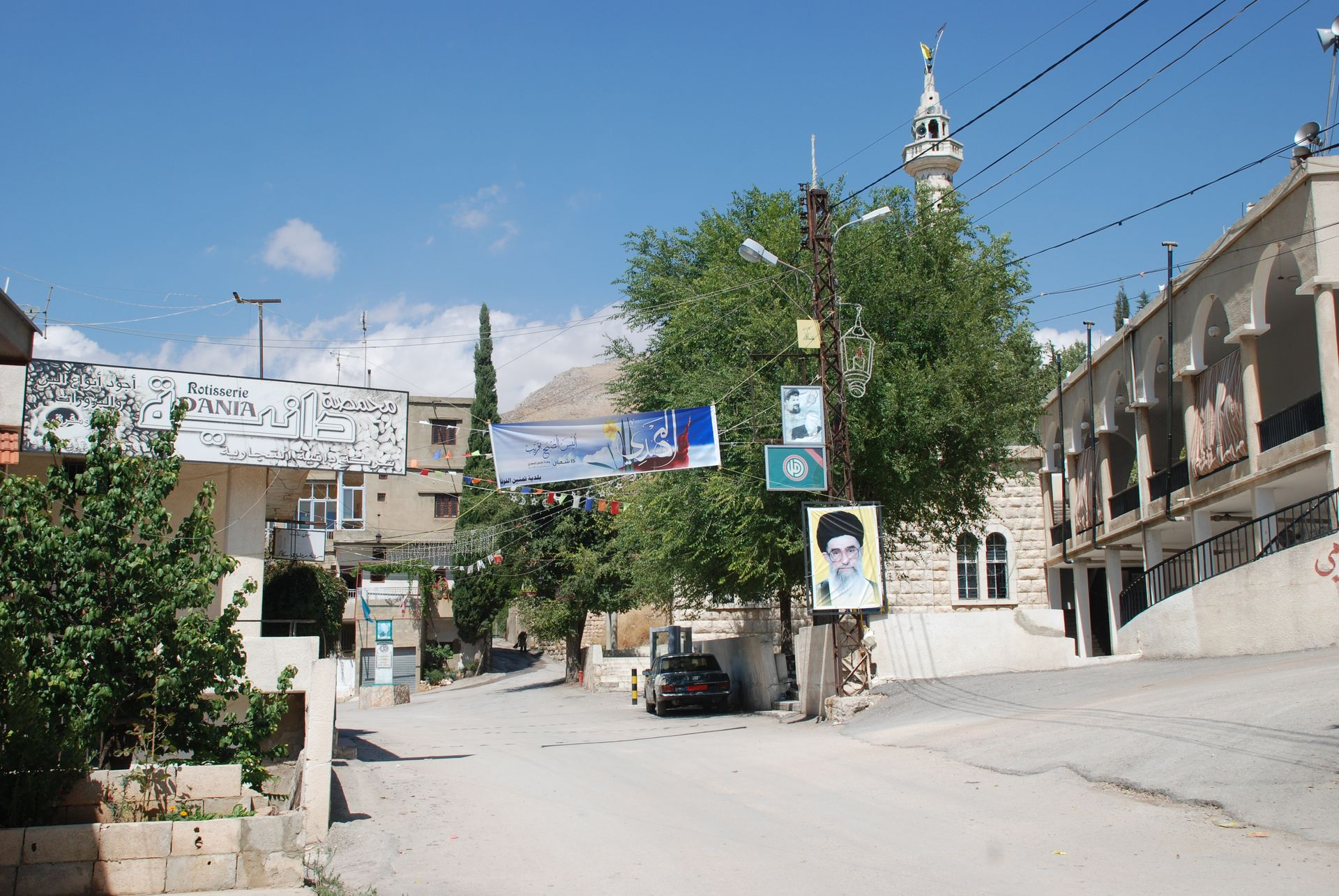
مركز قرية تمنين الفوقا، البقاع، لبنان.

تمنين الفوقا هي إحدى القرى اللبنانية من قرى قضاء بعلبك في محافظة بعلبك الهرمل.